# Жан де Фуа (виконт Нарбонны)
Жан де Фуа (после 1450 — 5 ноября 1500) — граф д’Этамп и виконт Нарбонны, третий сын королевы Элеоноры Наваррской и её супруга Гастона IV де Фуа, который в 1468 году передал ему в наследственное владение виконтство Нарбонна. Вассал французской короны, действовал преимущественно во французских интересах.
В 16 лет вступил в брак с Марией Орлеанской, чей родной брат вступит в 1498 году на французский престол под именем Людовика XII. Через два года после брака получил от Людовика XI графство Этамп и перебрался из Нарбонны в Этамп на севере Франции. Его влияние при французском дворе достигло пика после брака в 1492 г. его племянницы Анны Бретонской с королём Карлом VIII.
Старший брат Жана, Гастон Вианский, погиб на рыцарском турнире ещё при жизни родителей, а единственный сын и наследник Гастона умер от яда в 1483 г., после чего наваррскую корону унаследовала его сестра Екатерина де Фуа — невеста, а потом и жена Жана д’Альбре.
Жан де Фуа как старший мужчина в роду де Фуа объявил о том, что наследование наваррского престола подчиняется салическому закону и, соответственно, не может передаваться по женской линии. Те наваррские бароны, которые в недавних гражданских войнах выступали на стороне графа Леринского, объявили Жана наваррским королём Иоанном III.
Баронская война за наваррское наследство продолжалась до 1497 года, когда в Тарбе было достигнуто соглашение об отказе Жана де Фуа от претензий на наваррскую корону. От брака с Марией Орлеанской у него было двое детей:
- Жермена де Фуа (1488—1538), вторая супруга Фердинанда Католика;
- Гастон де Фуа (1489—1512), герцог Немурский, известный полководец.